# Diòcesi de Huelva
La diòcesi de Huelva és una demarcació territorial catòlica que forma part de les diòcesis d'Espanya. Es va constituir per butlla papal (Laetamur Vehementer), de Pius XII el 22 d'octubre de 1953, amb el nom de Huelvensis, canviat en 1971 pel de Onubensis. Desmembrada de l'Arxidiòcesi de Sevilla, abasta el territori de la província civil de Huelva i té com a catedral l'Església de La nostra Senyora de la Mercè. Està dividida en 152 parròquies, agrupades en 12 arxiprestats.
Entre els sants venerats especialment en la diòcesi s'expliquen Walabonso i María, naturals de Niebla, segons consta en l'Ofici Diví propi, que es diu per l'Església catòlica que van sofrir martiri a la ciutat de Còrdova en 851, sota la persecució dels musulmans. També venera la diòcesi la memòria del beat Vicente de San José, franciscà, natural d'Ayamonte i també considerat màrtir per la seva mort al Japó en 1640.
De l'arquitectura religiosa de la diòcesi destaca el monestir de Santa María de la Rábida i l'església parroquial de Sant Jordi de Pals de la Frontera, on Cristòfor Colom i la tripulació descobridora van fer oració abans d'embarcar cap al Nou Continent; el Convent de Santa Clara de Moguer, seu del museu diocesà; la catedral edificada en 1609; del segle XV data la imatge de La nostra Senyora del Rocío, el santuari del qual, en Almonte, constitueix el centre de peregrinacions més important d'Andalusia.

## Bisbes
- Pedro Cantero, 23 Octubre del 1953 - 20 Maigy 1964, traslladat com a arquebisbe a Saragossa.
- José Mª García Lahiguera, 7 Jul 1964 - 1 Jul 1969, traslladat com a arquebisbe a València.
- Rafael González, 28 Novembre del 1969 - 27 Octubre del 1993
- Ignacio Noguer, traslladat des de Guadix, nomenat bisbe coadjutor 19 Oct 1990, succeeix 27 Octubre 1993 - 17 Jul 2006
- José Vilaplana. Des del 17 de juliol de 2006, traslladat des de la diòcesi de Santander.

## Demografia
A finals del 2006 la diòcesi tenia 464.440 batejats sobre una població de 483.792 persones, equivalent al 96,0% del total.
| any  | població | població | població | sacerdots | sacerdots       | sacerdots       | sacerdots             | diaques | religiosos | religiosos | parròquies |
| ---- | -------- | -------- | -------- | --------- | --------------- | --------------- | --------------------- | ------- | ---------- | ---------- | ---------- |
| any  | batejats | total    | %        | total     | clergat secular | clergat regular | batejats por sacerdot | diaques | homes      | dones      |            |
| 1970 | 405.660  | 405.680  | 100,0    | 200       | 158             | 42              | 2.028                 | 1       | 62         | 515        | 152        |
| 1980 | 423.711  | 427.991  | 99,0     | 180       | 138             | 42              | 2.353                 |         | 71         | 429        | 169        |
| 1990 | 424.644  | 446.994  | 95,0     | 158       | 119             | 39              | 2.687                 | 1       | 65         | 504        | 169        |
| 1999 | 447.459  | 454.735  | 98,4     | 154       | 123             | 31              | 2.905                 | 6       | 63         | 436        | 170        |
| 2000 | 445.818  | 453.958  | 98,2     | 152       | 123             | 29              | 2.933                 | 7       | 59         | 427        | 170        |
| 2001 | 443.782  | 457.507  | 97,0     | 152       | 121             | 31              | 2.919                 | 7       | 60         | 427        | 170        |
| 2002 | 447.878  | 461.730  | 97,0     | 151       | 121             | 30              | 2.966                 | 7       | 54         | 422        | 170        |
| 2003 | 450.792  | 464.734  | 97,0     | 148       | 116             | 32              | 3.045                 | 8       | 56         | 398        | 170        |
| 2004 | 446.337  | 464.934  | 96,0     | 150       | 116             | 34              | 2.975                 | 8       | 61         | 380        | 170        |
| 2006 | 464.440  | 483.792  | 96,0     | 153       | 117             | 36              | 3.035                 | 15      | 58         | 369        | 170        |